# Kartynicze
Kartynicze (biał. Картынічы, Kartyniczy; ros. Картыничи, Kartyniczi) – wieś na Białorusi, w obwodzie homelskim, w rejonie lelczyckim, w sielsowiecie Borowe, nad Uborcią i w pobliżu granicy z Ukrainą.

## Historia
W XIX i w początkach XX w. położone były w Rosji, w guberni mińskiej, w powiecie mozyrskim.
Po I wojnie światowej pod administracją polską, w Zarządzie Cywilnym Ziem Wschodnich, w okręgu brzeskim, w powiecie mozyrskim.
W wyniku postanowień traktatu ryskiego znalazły się w granicach Związku Sowieckiego. Od 1991 w niepodległej Białorusi.

## Ludzie związani z miejscowością
- Leanid Sieczka – białoruski biolog i polityk; urodzony w Kartyniczach